# Herpestes
Herpestes is een geslacht van zoogdieren uit de familie van de mangoesten (Herpestidae). De wetenschappelijke naam van het geslacht werd in 1811 gepubliceerd door Johann Karl Wilhelm Illiger.

## Soorten
Er worden 5 soorten in dit geslacht geplaatst:
- Herpestes flavescens Bocage, 1889
- Herpestes ichneumon (Linnaeus, 1758) – Egyptische ichneumon
- Herpestes ochraceus J.E. Gray, 1848
- Herpestes pulverulentus Wagner, 1839
- Herpestes sanguineus Bennett, 1835 – Slanke mangoeste